# Side by Side
Side by Side (Brasil: Lado a Lado ) é um filme documentário produzido nos Estados Unidos, dirigido por Christopher Kenneally e lançado em 2012. Estreou na 62ª Festival Internacional de Berlim e foi exibido no Festival de Cinema de Tribeca.